# Malika Benradi
Malika Benradi és una jurista marroquina, activista feminista i professora de Dret privat.

## Biografia
Malika Benradi es doctorà en Dret privat al 1981 en la Universitat de Tolosa-Jean Jaurés, amb la tesi Aspectes criminològics de la delinqüència del nord d'Àfrica a França. També posseeix un diploma d'estudis avançats en Ciències criminals. De retorn al Marroc, deixà la carrera d'advocada perquè, segons ella mateixa va dir: «No em vaig veure recorrent a un dret desigual, a defensar la causa de les dones». És professora de Dret en la Universitat de Fes. El 1993, era professora en la Universitat Mohammed V-Agdal en Ciències jurídiques, econòmiques i socials. És part de dos grups de recerca: sobre migració i sobre gènere i desenvolupament.
El 2006, col·laborà amb l'Alta Comissió de Planificació i publicà un informe sobre la situació de les dones al Marroc.

## Responsabilitats i compromís internacional
Malika Benradi és presidenta de l'Associació de Dones Africanes per a Recerca i Desenvolupament. Representà el Marroc el 2004, durant la 48a sessió de les Nacions Unides sobre la condició de les dones, a Nova York.(3)
També és consultora de la OIT sobre treball de xiquets i xiquetes, i drets de les dones.(3)

## Publicacions
- Malika Benradi. DYNAMIQUE SOCIALE ET EVOLUTION DES STATUTS DES FEMMES AU MAROC (en francès).  Rabat: PROSPECTIVE « MAROC 2030 », 2006, p. 95. Arxivat 2018-09-08 a Wayback Machine.
- Malika Benradi. Les hommes et les femmes face au politique. Quelle place pour les femmes ? (en francès).  Rabat: Publication Dar Al Qalam, 2002.
- Malika Benradi. Guide à l’intention des intervenants dans la question des enfants au travail : Comment protéger les enfants au travail ? (en francès).  UNICEF-BIT, 2003.
- Malika Benradi. Guide des droits familiaux des Femmes (en francès).  OMDH, 1998.
- Malika Benradi. Féminin- Masculin : la marche vers l’égalité 1993-2003 (en francès).  Genre et politique néolibérales, 2006.
- Malika Benradi. Les perceptions des Africains et des Africaines de l’égalité hommes – femmes (en francès), 2007.
- Malika Benradi. Le nouveau code de la famille : perceptions et pratique judiciaire (en francès), 2007.
- Malika Benradi. Les Marocains et les migrants subsahariens : quelles relations ? (en francès), 2009.